# Athemus
Athemus es un género de coleópteros polífagos de la familia Cantharidae, subfamilia Cantharinae y tribu Cantharini. El género contiene más de 100 especies.

## Subgéneros
- Athemus (Andrathemus)
- Athemus (Athemellus)
- Athemus (Athemus)
- Athemus (Isathemus)

## Especies

### Subgéneros
- Andrathemus Wittmer, 1978

- Athemus akemiae Sato & Okushima, 1992
- Athemus angulatus Wittmer, 1995
- Athemus babai Ishida, 1986
- Athemus benesi Svihla, 2004
- Athemus bilyi Svihla, 2004
- Athemus curtipennis Svihla, 2004
- Athemus delicatulus Wittmer, 1995
- Athemus hisamatsui Ishida, 1986
- Athemus humerolineatus Wittmer, 1997
- Athemus irrawaddicus Svihla, 2004
- Athemus ishiharai Ishida, 1986
- Athemus jejuensis Kang & Okushima, 2003
- Athemus jelineki Svihla, 2004
- Athemus jindrai Svihla, 2004
- Athemus kunigamiensis Ishida, 1989
- Athemus longipilis Wittmer, 1995
- Athemus magnius Ishida, 1986
- Athemus matsunagai Imasaka & Okushima in Okushima & Imasaka, 2000
- Athemus moxiensis Wittmer, 1995
- Athemus mugangensis Svihla, 2004
- Athemus nanpingensis Wittmer, 1995
- Athemus pallidipes Wittmer, 1997
- Athemus postobscuriceps Wittmer, 1995
- Athemus purpurascens Wittmer, 1978
- Athemus rolciki Svihla, 2004
- Athemus rubropilosus Wittmer, 1995
- Athemus sabdeensis Wittmer, 1995
- Athemus safraneki Svihla, 2004
- Athemus semiextensus Wittmer, 1995
- Athemus similis Svihla, 2005
- Athemus teruhisai Okushima, 1991
- Athemus tobiranus Okushima & Imasaka, 2000
- Athemus varipubens Wittmer, 1978

Athemus Lewis, 1895
- Athemus amplus Wittmer, 1995
- Athemus assamensis Wittmer, 1995
- Athemus balangensis Wittmer, 1997
- Athemus bhutanensis Wittmer, 1978
- Athemus bilamellatus Wittmer, 1995
- Athemus bilineatiformis Wittmer, 1995
- Athemus bitinctipennis Wittmer, 1995
- Athemus burmensis  Wittmer, 1995
- Athemus carolusi Wittmer, 1995
- Athemus centrochinensis Svihla, 2004
- Athemus daitoensis Kinoda & Nakane in Nakane, 1993
- Athemus dongchuanus Wittmer, 1995
- Athemus elongatissimus Wittmer, 1997
- Athemus hasegawai Kinoda & Nakane in Nakane, 1993
- Athemus imasakai Kinoda & Nakane in Nakane, 1993
- Athemus incisus Wittmer, 1995
- Athemus indentatus Wittmer, 1995
- Athemus infuscatus Yajima & Nakane, 1969
- Athemus kamjeensis Wittmer, 1978
- Athemus kuatunensis Wittmer, 1995
- Athemus kurokamiensis Kinoda & Nakane in Nakane, 1993
- Athemus kyushuensis Takakura, 1989
- Athemus lalaensis Wittmer, 1983
- Athemus laosensis Wittmer, 1995
- Athemus lineatithorax Wittmer, 1995
- Athemus lohitensis Wittmer, 1960
- Athemus longicornis Wittmer, 1995
- Athemus maculiceps Wittmer, 1983
- Athemus maculielytris Ishida, 1986
- Athemus maculithorax Wang & Yang, 1993
- Athemus magniceps Wittmer, 1995
- Athemus makiharai Wittmer, 1985
- Athemus malaisei Wittmer, 1995
- Athemus meghalayanus Wittmer, 1995
- Athemus micheli
- Athemus milosi Svihla, 2004
- Athemus mimeticus Svihla, 2006
- Athemus multiimpressus Wittmer, 1997
- Athemus nanshanensis Wittmer, 1983
- Athemus nigerrimus Yajima & Nakane, 1969
- Athemus nigripes Wittmer, 1995
- Athemus nigrithorax Wittmer, 1995
- Athemus nigroverticaloides Wittmer, 1997
- Athemus okinawanus Ishida, 1986
- Athemus olivaceus Wittmer, 1995
- Athemus ondreji Svihla, 2004
- Athemus oudai Svihla, 2004
- Athemus phulchokiensis Wittmer, 1995
- Athemus prolongatus Wittmer, 1995
- Athemus pulchellus Wittmer, 1995
- Athemus reductus Wittmer, 1995
- Athemus rotundiphysus Wittmer, 1995
- Athemus ruficornis Wittmer, 1995
- Athemus shigeii Kinoda & Nakane in Nakane, 1993
- Athemus shimomurai Wittmer, 1983
- Athemus sichuanus Wittmer, 1995
- Athemus simulator Wittmer, 1997
- Athemus striatipennis Wittmer, 1995
- Athemus suzukii Wittmer, 1995
- Athemus svihlai Wittmer, 1995
- Athemus taoyuanus Wittmer, 1983
- Athemus thailandicus Wittmer, 1997
- Athemus varithorax Wittmer, 1997
- Athemus wulaianus Wittmer, 1983
- Athemus yonaensis Sato & Okushima, 1992

### Subgénero
- Isathemus Wittmer, 1995

- Athemus bilineatus Wittmer, 1995
- Athemus curvatus Wittmer, 1995
- Athemus hubeiensis Svihla, 2004
- Athemus kubani Svihla, 2004
- Athemus pallidulus Wittmer, 1995
- Athemus pictipennis Wittmer, 1995
- Athemus tienmushanus Wittmer, 1995
- Athemus zdeneki Svihla, 2004